# Phryganellina
Phryganellina – klad ameb należących do supergrupy Amoebozoa w obrębie rzędu Arcellinida.
W klasyfikacji Adl'a zaliczane są tu następujące rodzaje::
- Cryptodifflugia
- Phryganella
- Wailesella